# Adalar
Adalar (Adalary, Bijelo kamenje, ukr. Адалари, Білі Камні, krim. tat. Adalar. Adalar - otoci) dva su mala stjenovita otoka u Crnom moru u blizini Gurzufa na Krimu.

## Etimologija
Riječ adalar na krimskotatarskom i turskom je množina od ada ("otok") i prevodi se kao "otoci". U “Praktičnom vodiču za Krim” iz 1889. stijene se nazivaju “Golitsin”.

## Geografija
Otoci se nalaze na udaljenosti od oko 250 metara od obale, svaki promjera 20-30 metara. Visina otoka je 35 i 48 metara, udaljenost između njih je oko 40 m. Dubina mora u podnožju otoka kreće se od 14 do 38 metara. Otoci su gotovo identični, njihova ukupna površina je 1,067 hektara (oko 0,0107 km2).

## Fauna
Na otocima postoji kolonija vranaca.

## Povijest
U prošlosti su stijene bile spojene s obalom, ali je more postupno rušilo ovaj most, pa su sada pod vodom vidljivi samo ostaci vapnenačkog grebena obraslog morskom travom. Početkom 20. stoljeća na jednom od otoka nalazi se restoran "Venecija". U planu je bila i izgradnja žičare od obale do otoka. U tu svrhu u stijeni je probijen tunel, a dovršetak ceste spriječio je izbijanje Prvog svjetskog rata. Tijekom Drugog svjetskog rata, jedan od otoka (onaj veći) je pogođen zračnom bombom, odlomivši komad stijene.

## U popularnoj kulturi
Adalari su jedan od simbola Gurzufa i cijele južne obale Krima. O njima postoje legende.
Popularna legenda govori o dva brata koji nisu poslušali svog mentora i koristili su se čarobnim darovima u sebične svrhe pretvorena u stijene dala je stijenama njihovo popularno ime - Stijene bliznakinje.

## Vanjske poveznice
|  | Zajednički poslužitelj ima još gradiva o temi Adalar |